# Эстергом
Э́стергом (венг. Esztergom, словац. Ostrihom, нем. Gran) — город на севере Венгрии, расположенный на южном берегу Дуная.
Река у города образует в этом месте границу со Словакией, а на противоположном берегу находится словацкий город-побратим Штурово. Эстергом — важный культурный и религиозный центр страны, резиденция архиепископа Эстергомского, носящего титул примаса Венгрии. До 2012 года в Эстергоме располагался Венгерский конституционный суд. Население — 28 412 человек (2014).

## География и транспорт
Город расположен примерно в 50 километрах к северо-западу от Будапешта. В Эстергом из Будапешта ведёт железная дорога, а также шоссе вдоль правого берега Дуная. Город связан регулярным автобусным и железнодорожным сообщением с Будапештом и соседними городами. Время пути на поезде и автобусе до Будапешта — чуть более часа. Со словацким городом Штурово на другом берегу Дуная Эстергом соединяет мост Марии Валерии.

## История
Эстергом — один из древнейших городов Венгрии. Первыми известными жителями этого поселения были кельты. Во времена римлян здесь находилось укреплённое поселение под названием Сальвио Мансио. По некоторым сведениям, именно здесь император-философ Марк Аврелий написал свой главный труд — книгу «Размышления».
После Великого переселения народов на этих землях осели германские племена и авары, а позднее — славяне, окрестившие римское поселение Стрегом, что стало впоследствии основой для современного названия города, находящегося у важной переправы через Дунай. Стрегом стал одной из главных крепостей Нитранского княжества и Великой Моравии.

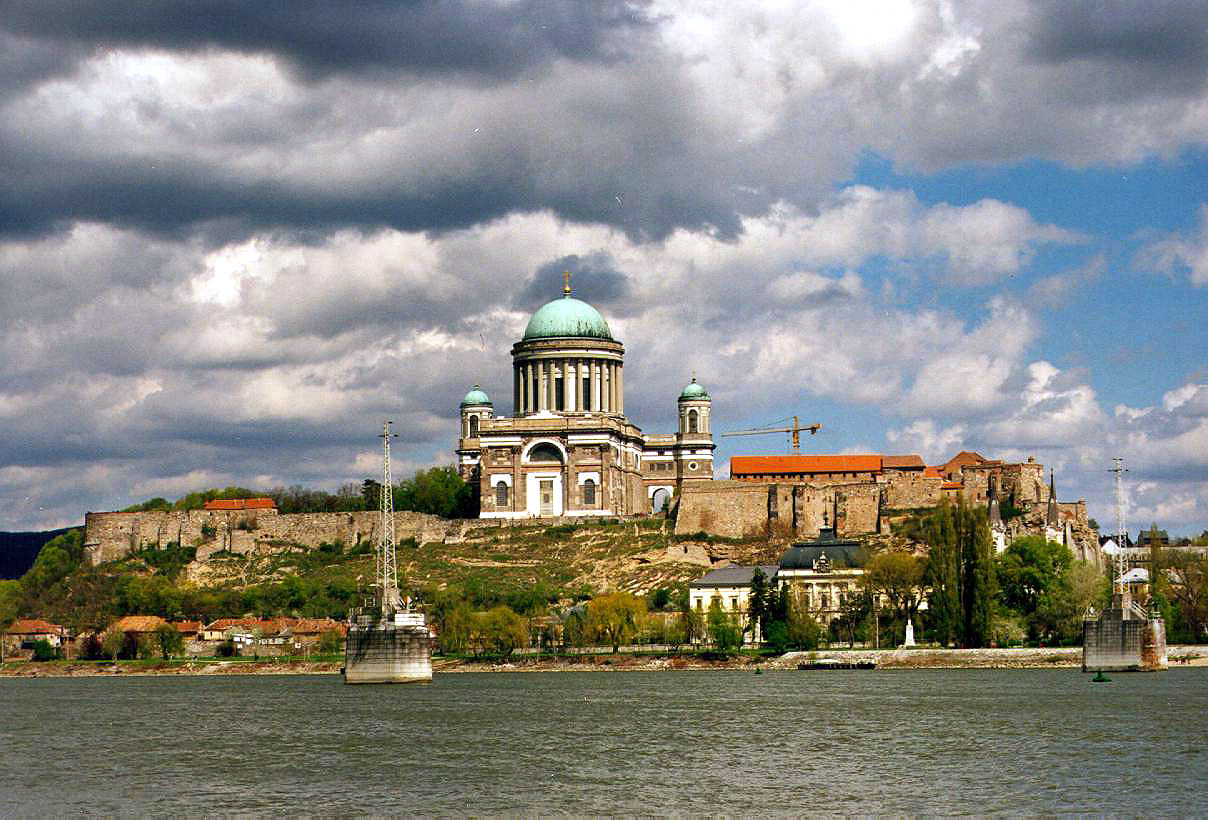
Вид на Эстергомскую базилику со стороны Штурова

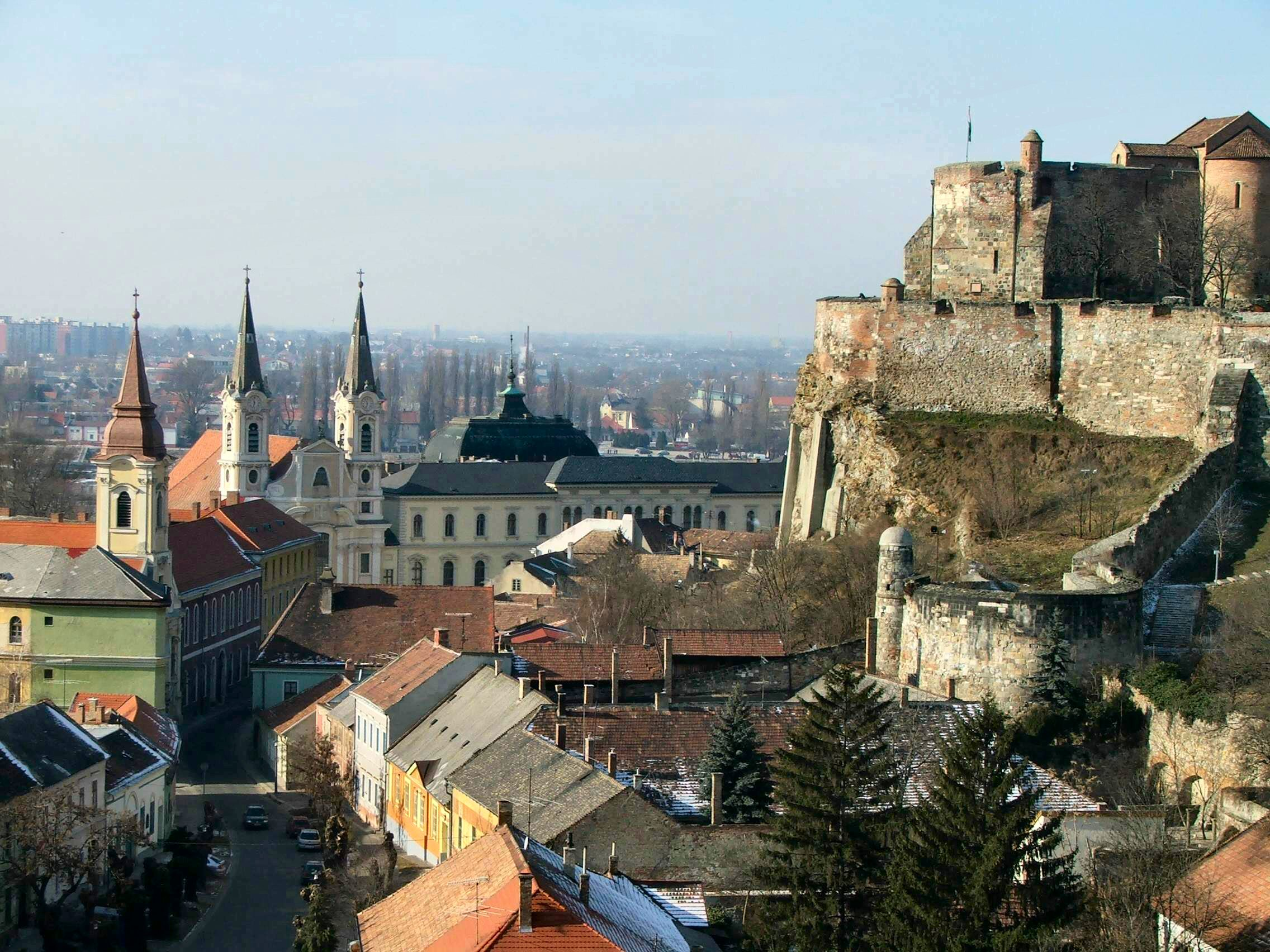
Вид на старый город

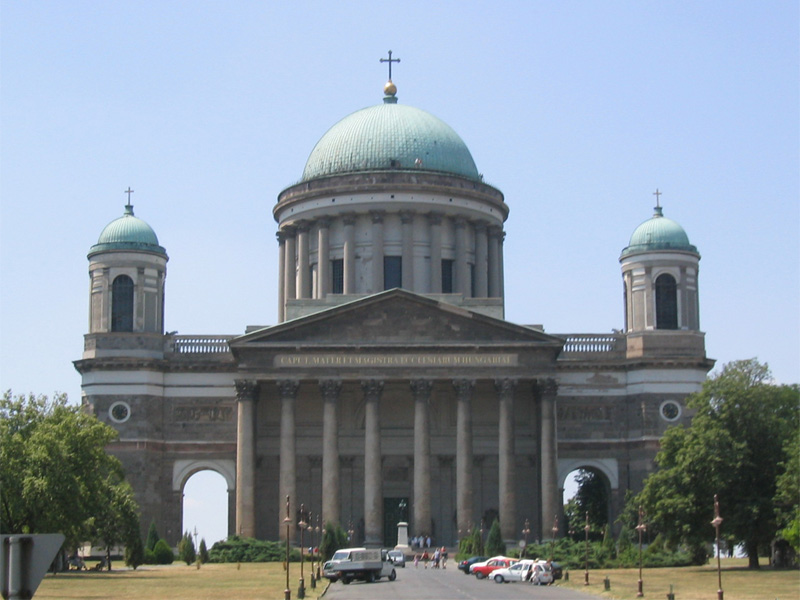
Южный портал базилики

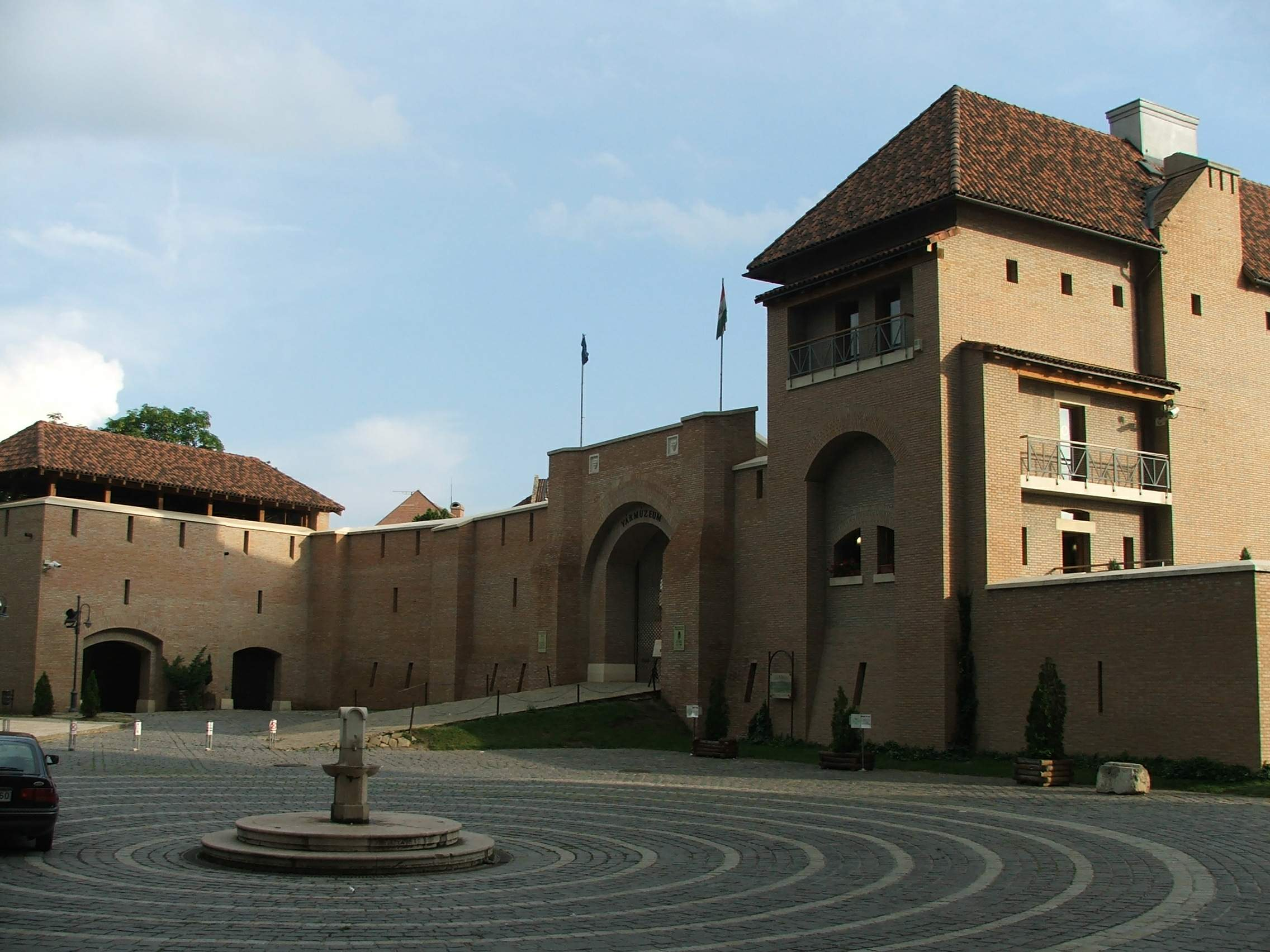
Королевский дворец

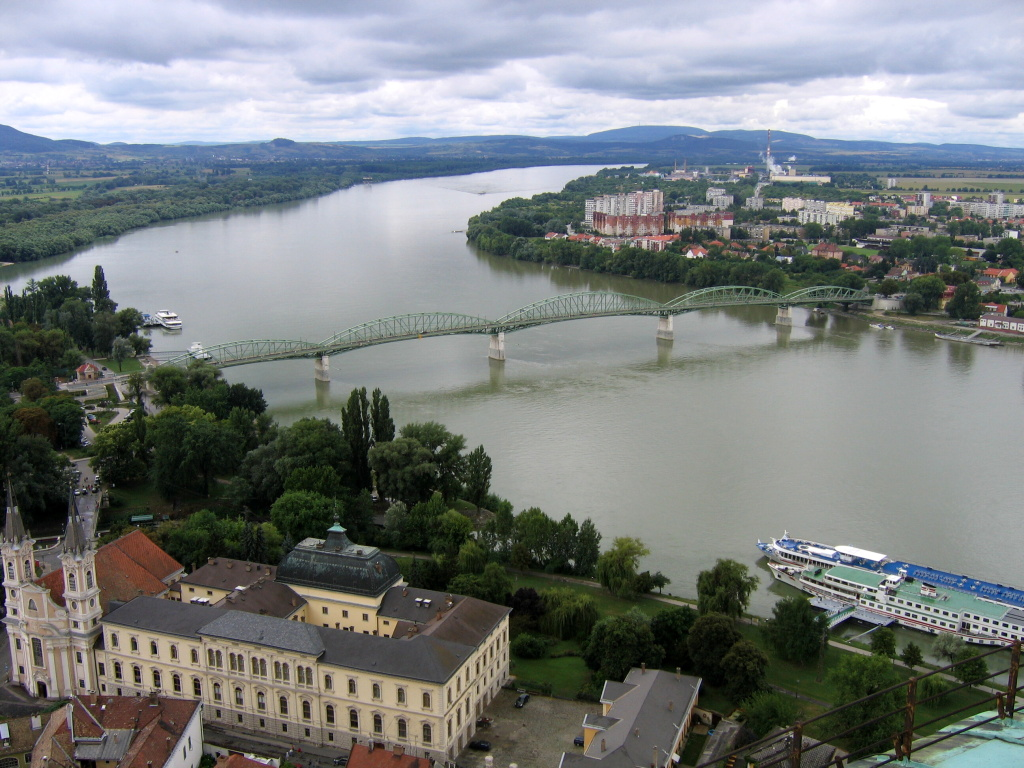
Мост Марии Валерии

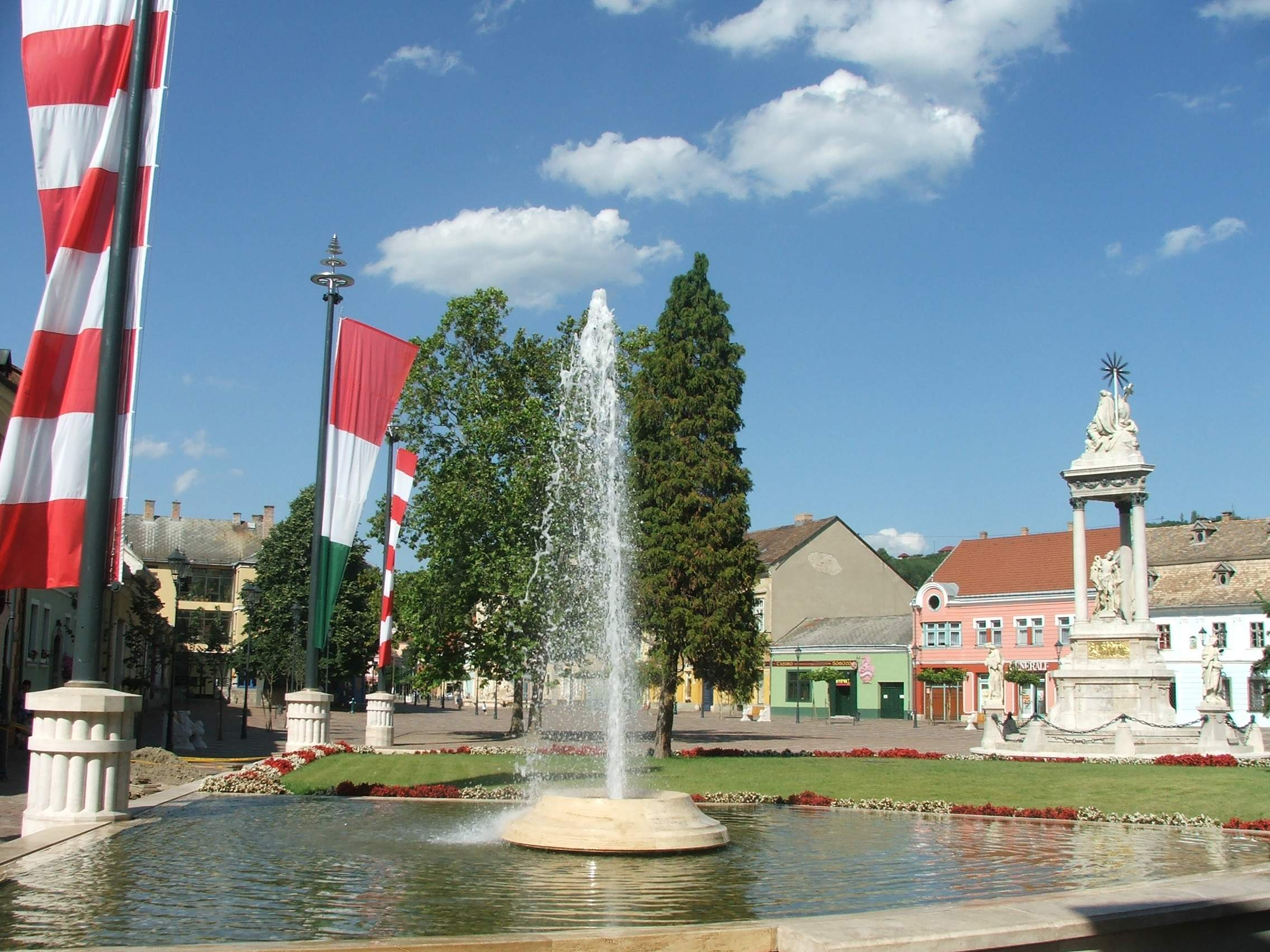
Площадь Сеченьи

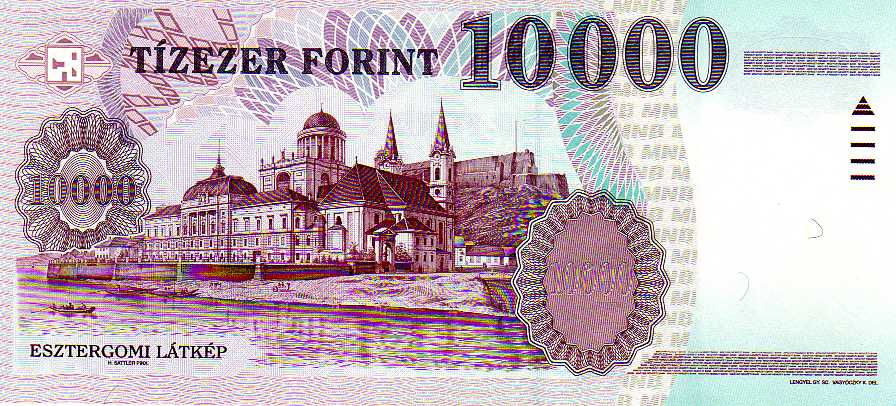
Королевский дворец в Эстергоме на купюре 10 000 форинтов

После прихода мадьяр в начале X века Эстергом стал спустя несколько десятилетий резиденцией великого князя Гезы и до XII века — одной из резиденций венгерских королей. С X по середину XIII века Эстергом был центром экономической, политической и религиозной жизни страны, её фактической столицей. В 976 году здесь родился сын Гезы Вайк, принявший при крещении имя Иштван и вошедший в историю как Иштван Святой. В 1001-м он был коронован в Эстергоме. В период его правления был образован одноимённый комитат и епископство Эстергомское, которое до XVIII века соответствовало сегодняшней Словакии и представляло собой главную церковную провинцию королевства. Эстергомский архиепископ обладал титулом примаса Венгрии.
В XIII—XIV веках город пережил несколько нашествий: в середине XIII века — монголов, в 1304 году — армии чешского короля Вацлава III. Однако город быстро восстановился и на протяжении XIV—XV веков испытывал бурный подъём. В городе были построены королевский дворец и собор св. Адальберта, функционировали общественные больницы, мостовые были замощены камнем.
Между 1543 и 1683-м город был частью Османской империи, а резиденция эстергомского архиепископа была перенёсена в Трнаву и Братиславу. Турки разрушили собор, королевский дворец и большинство зданий Эстергома. После освобождения от турок город был практически опустошён и должен был застраиваться и заселяться по-новому. Среди прибывавших поселенцев было много словаков и немцев, но они оказались довольно быстро ассимилированны венгерским населением. В 1708 Эстергом был объявлен королевским свободным городом. В 1869 году закончено строительство базилики св. Адальберта, ставшей самым большим храмом Венгрии.
В период Империалистической войны, у Эстергома для русских военнопленных находился концентрационный лагерь Контермезо.
Во время Второй мировой войны знаменитый эстергомский мост через Дунай был взорван немецкими войсками. До 2001 мост между Эстергомом и Штуровом отсутствовал, между обоими городами существовало лишь паромное сообщение. В 2000 началось восстановление моста, завершившееся год спустя.

## Достопримечательности
- Базилика святого Адальберта. Грандиозное здание эстергомской базилики — крупнейший храм Венгрии. Базилика — третий исторический храм, расположенный на холме на крутом берегу Дуная. Построенный в правление короля Иштвана Святого романский храм был разрушен в начале XIV века, второй храм стоял здесь с XIV по XVI век и был полностью уничтожен турками. Современный храм сооружался более 30 лет, в 1856 году базилика была освящена в честь св. Адальберта Пражского и Вознесения Девы Марии. Размеры церкви — 118 на 49 метров, высота купола — 71,5 метров. Главные достопримечательности храма — алтарный образ, часовня Бакоца, сокровищница. Со смотровой площадки под куполом открывается великолепный вид. В крипте собора похоронены многие видные религиозные деятели страны, в том числе архиепископ Йожеф Миндсенти, после подавления Венгерского восстания 1956 года укрывавшийся в 1956—1971 годах на территории американского посольства в Будапеште, а затем живший в эмиграции в Вене.
- Королевский дворец династии Арпадов. Расположен рядом с базиликой. Построен в X веке в романском стиле. Был практически полностью разрушен во время турецкой оккупации. Восстановление дворца велось в 30-е годы XX века. Ныне — городской музей.
- Приходская церковь Визиварош. Расположена в квартале Визиварош (Водный город), находящемся на берегу Дуная под замковым холмом. Построена в стиле барокко орденом иезуитов в 1738 году.
- Дворец архиепископа. Также находится в квартале Визиварош, построен в 1882 году в неоклассическом стиле. Ныне — музей христианства, в коллекции которого шедевры средневековых венгерских и европейских мастеров.
- Площадь Сеченьи. Центральная площадь старого города окружена зданиями XVIII—XIX века в стилях барокко и рококо.
- Мост Марии Валерии соединяет Эстергом со словацким городом Штурово. Построен в 1895 году, взорван в 1944 году. Восстановлен в 2001 году при финансовой помощи Европейского союза.
- Палатинуш — искусственное озеро на южной окраине административной территории города, появилось в 1950-е годы на месте шахты по добыче бурого угля.

## Туризм
Через Эстергом проходит Тропа Султана — туристический пешеходный маршрут, начинающийся в Вене и заканчивающийся в Стамбуле. Проходит через территории Австрии, Словакии, Венгрии, Хорватии, Сербии, Румынии, Болгарии, Греции (Восточная Македония и Фракия) и Турции.

## Население
| 2013   | 2014    | 2019    | 2022    | 2023    | 2024    |
| ------ | ------- | ------- | ------- | ------- | ------- |
| 28 550 | ↘28 412 | ↘28 144 | ↗28 612 | ↗28 680 | ↘28 642 |

## Города-побратимы
- Бамберг, Германия (1992)[15]
- Гнезно, Польша (1994)[15]
- Камбре, Франция (1992)[15]
- Кентербери, Великобритания (2004)[15]
- Майнталь, Германия (1993)[15]
- Мариацелль, Австрия (2002)[15]
- Штурово, Словакия (1991)[15]
- Эспоо, Финляндия (1974)[15]
- Эхинген, Германия (1992)[15]